# Троїцька церква (Бігач)
Троїцька церква — православний храм та пам'ятка архітектури національного значення у Бігачі.

## Історія
Постановою Кабінету Міністрів УРСР від 06.09.1979 № 442 «Про доповнення списку пам'яток містобудування і архітектури Української РСР, що перебувають під охороною держави» надано статус «пам'ятка архітектури національного значення» з охоронною № 1779 під назвою «Троїцька церква».
Не встановлено інформаційну дошку.

## Опис
Побудована 1787 року (за іншими даними в 1831 року) за кошти місцевих поміщиків Кейкуатових у стилі класицизму.
Кам'яна, квадратна в плані церква, однокупольна, частина дерев'яна конструкції. Увінчана гранованим куполом на восьмериці. Зі східного боку до центрального обсягу примикає апсида (виступ напівциркульний у плані), який нижчий від основного об'єму. З північної, південної та західної сторін розташовані входи, прикрашені чотириколонними портиками тосканського ордену, які вінчаються трикутними фронтонами. Повідомлялася відкритою галереєю зі дзвіницею, яка не збереглася.
Храм не реставровано.

## Галерея

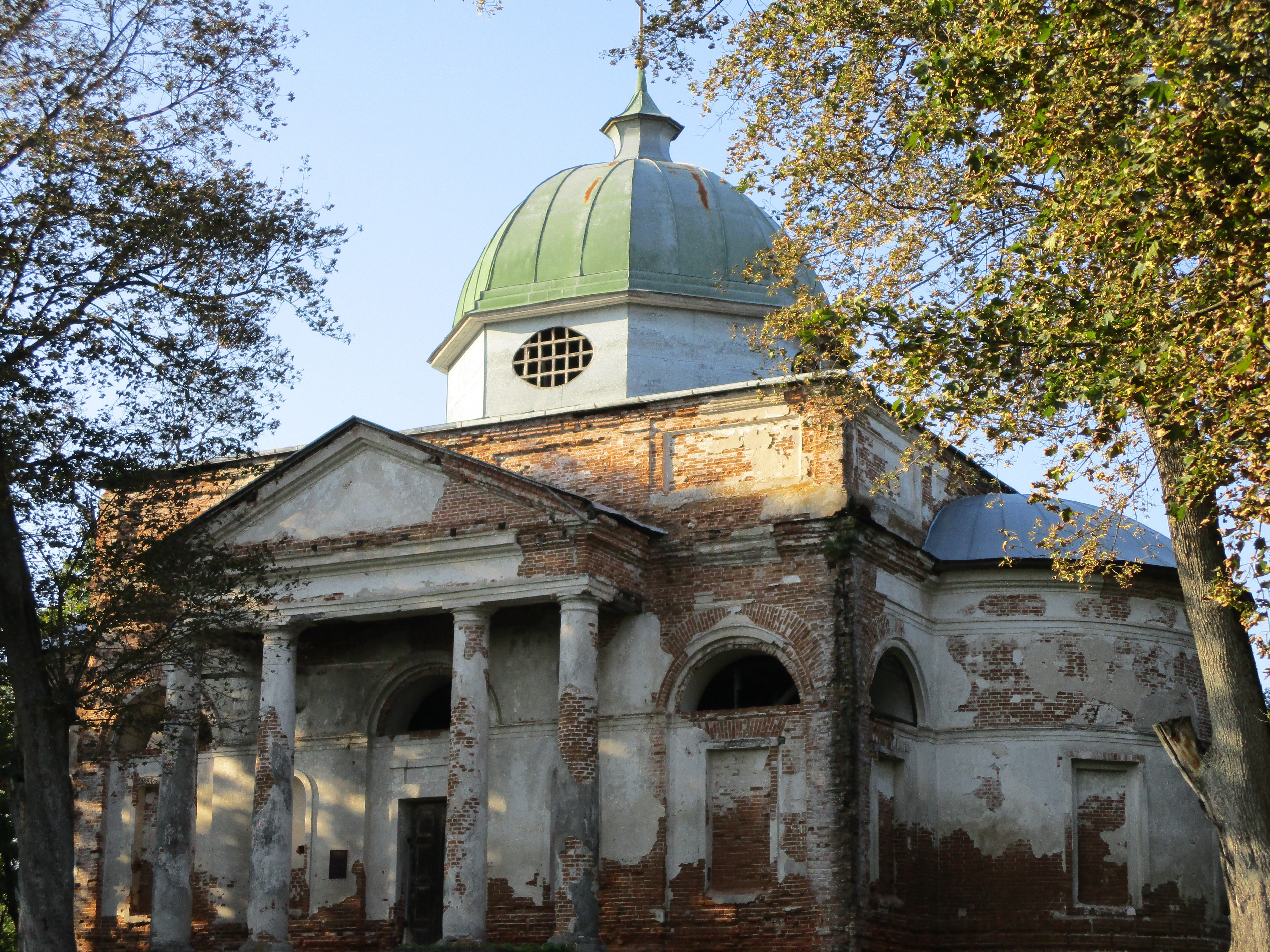
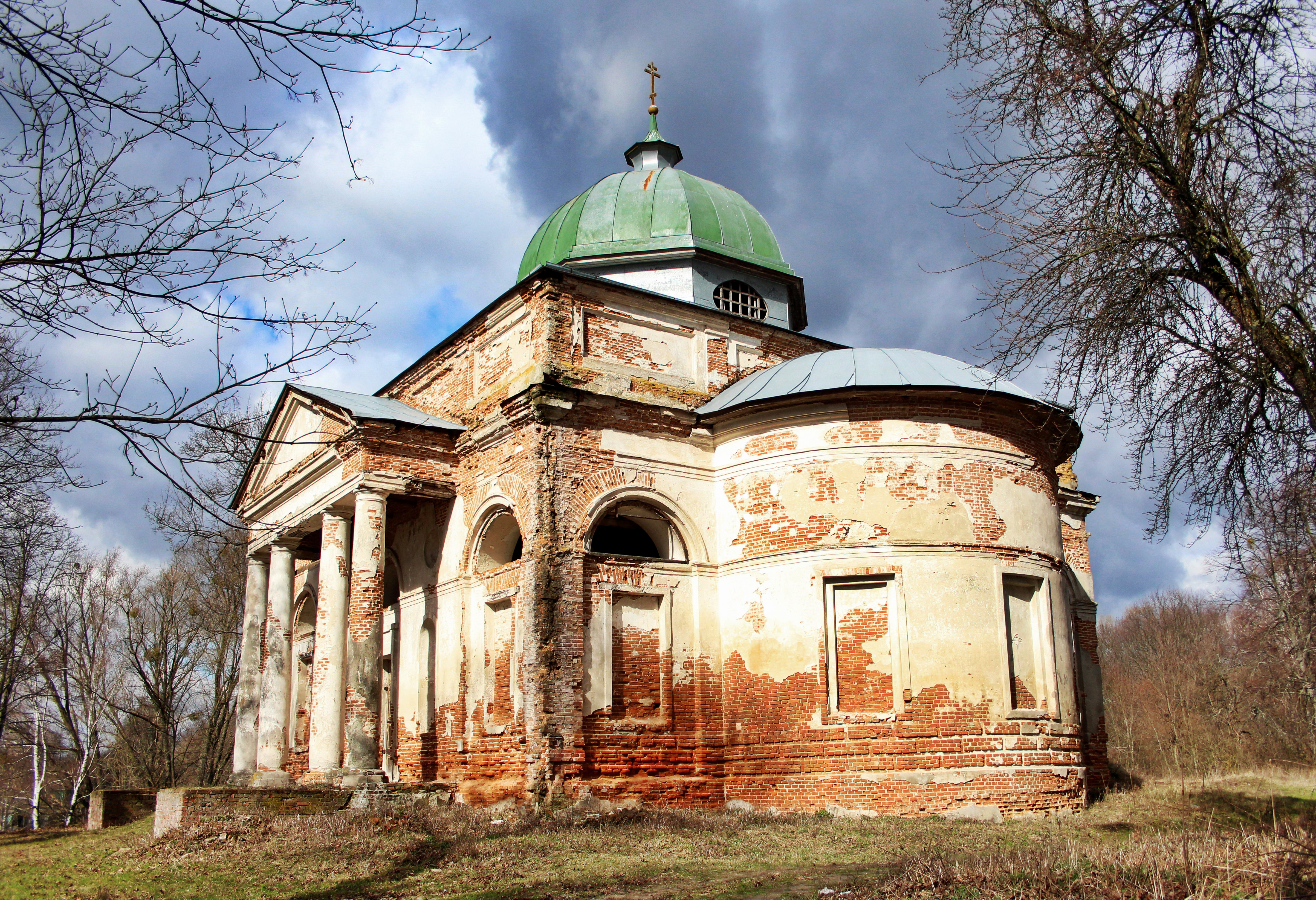
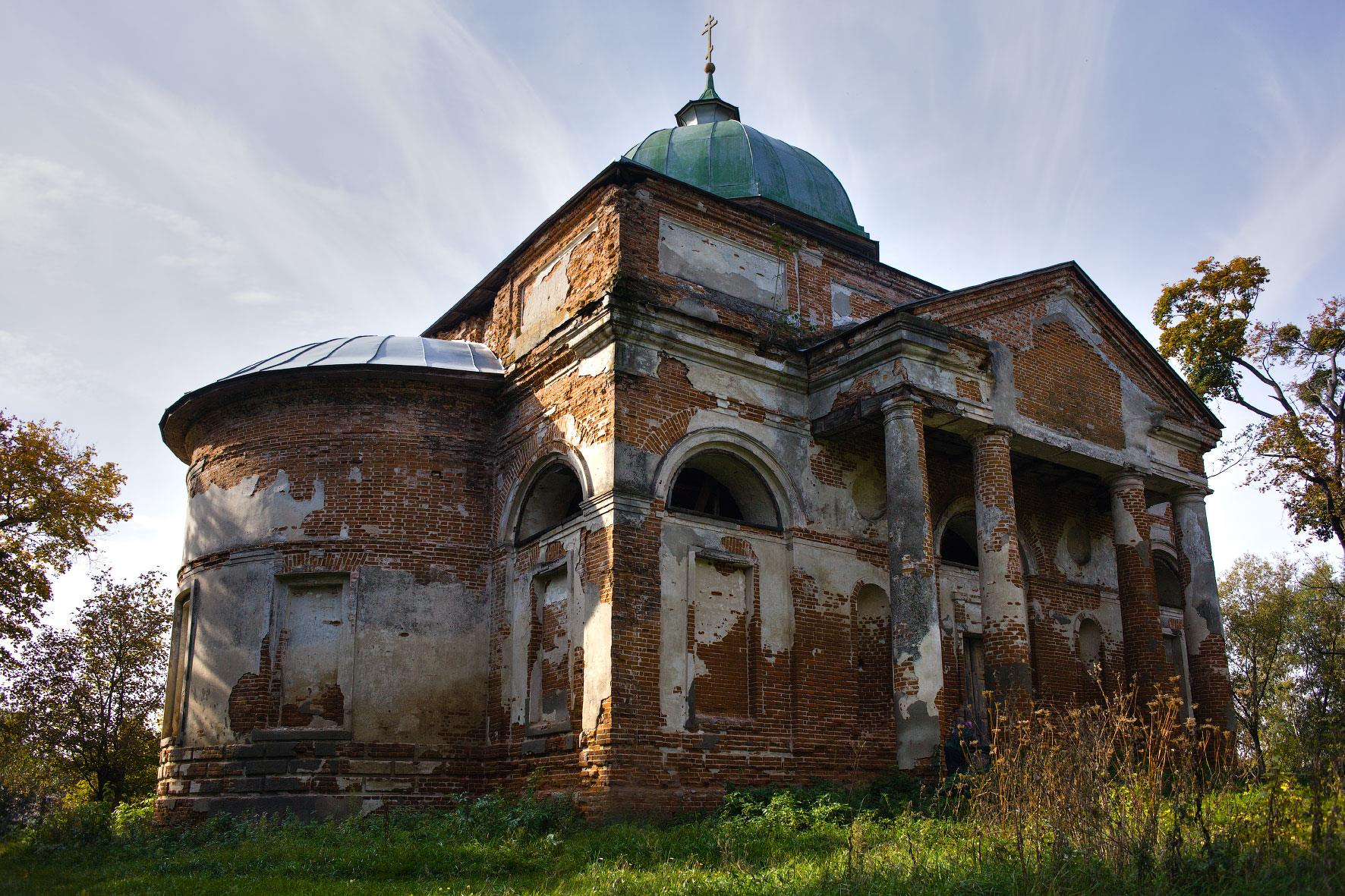
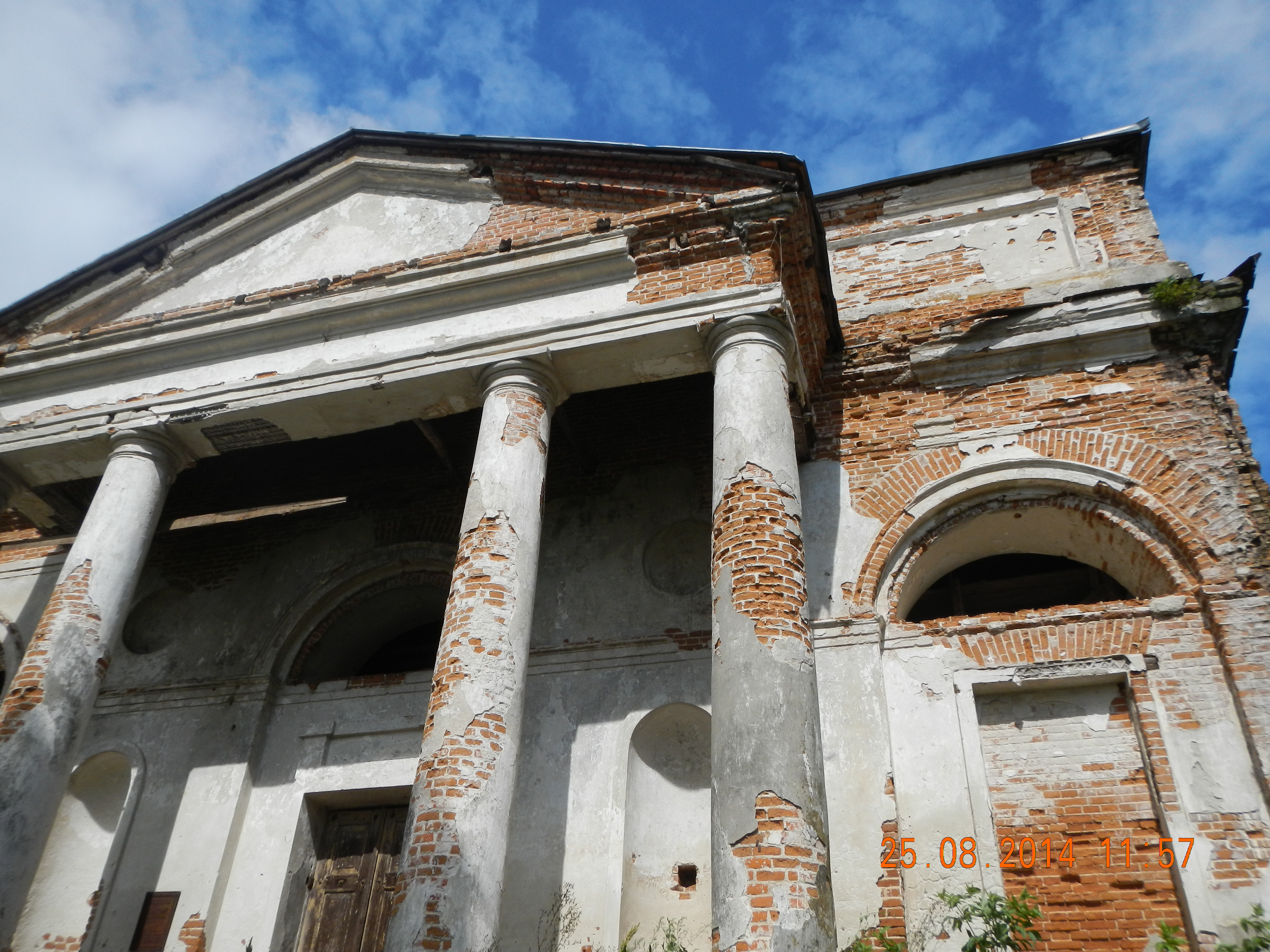
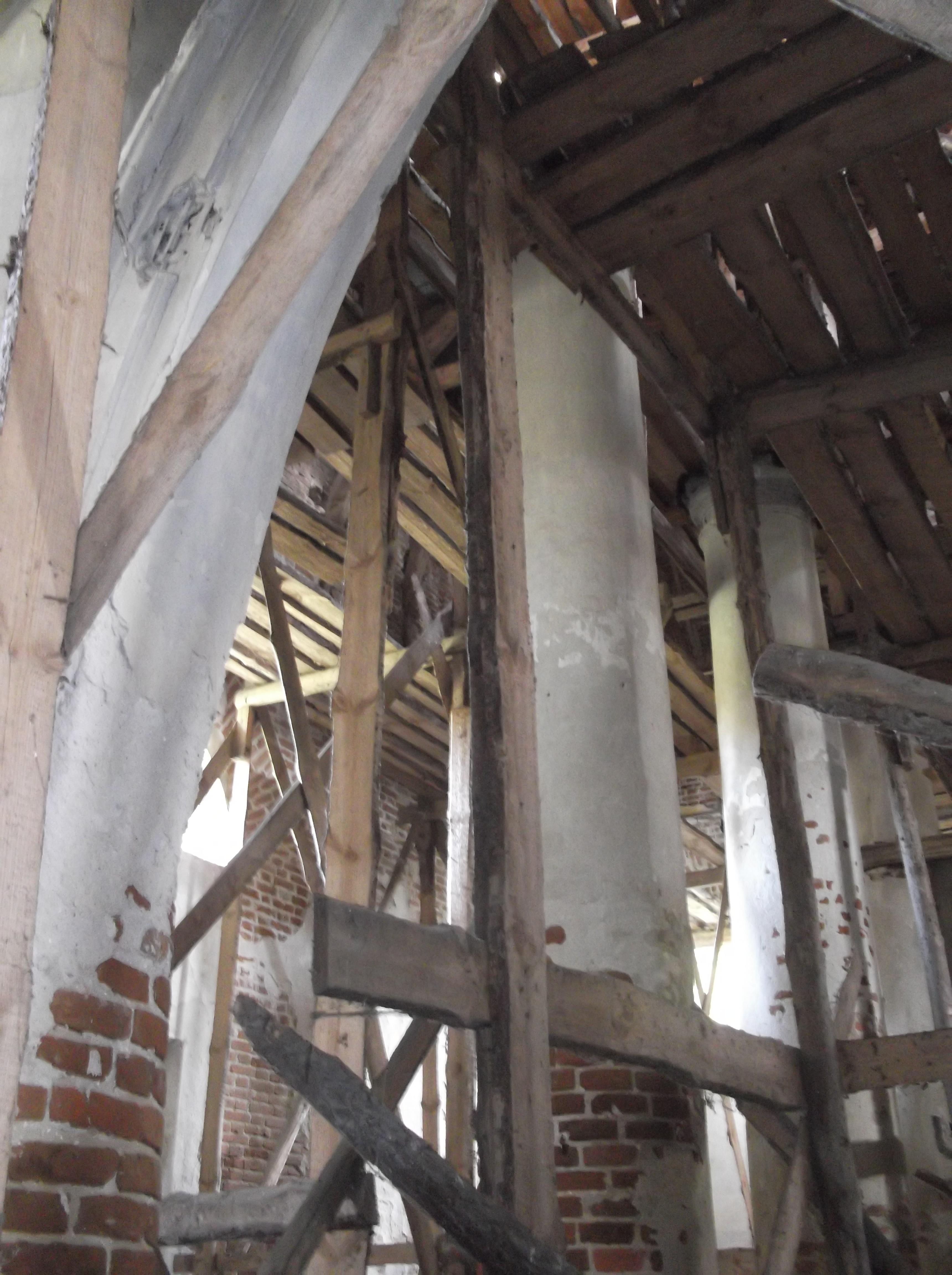
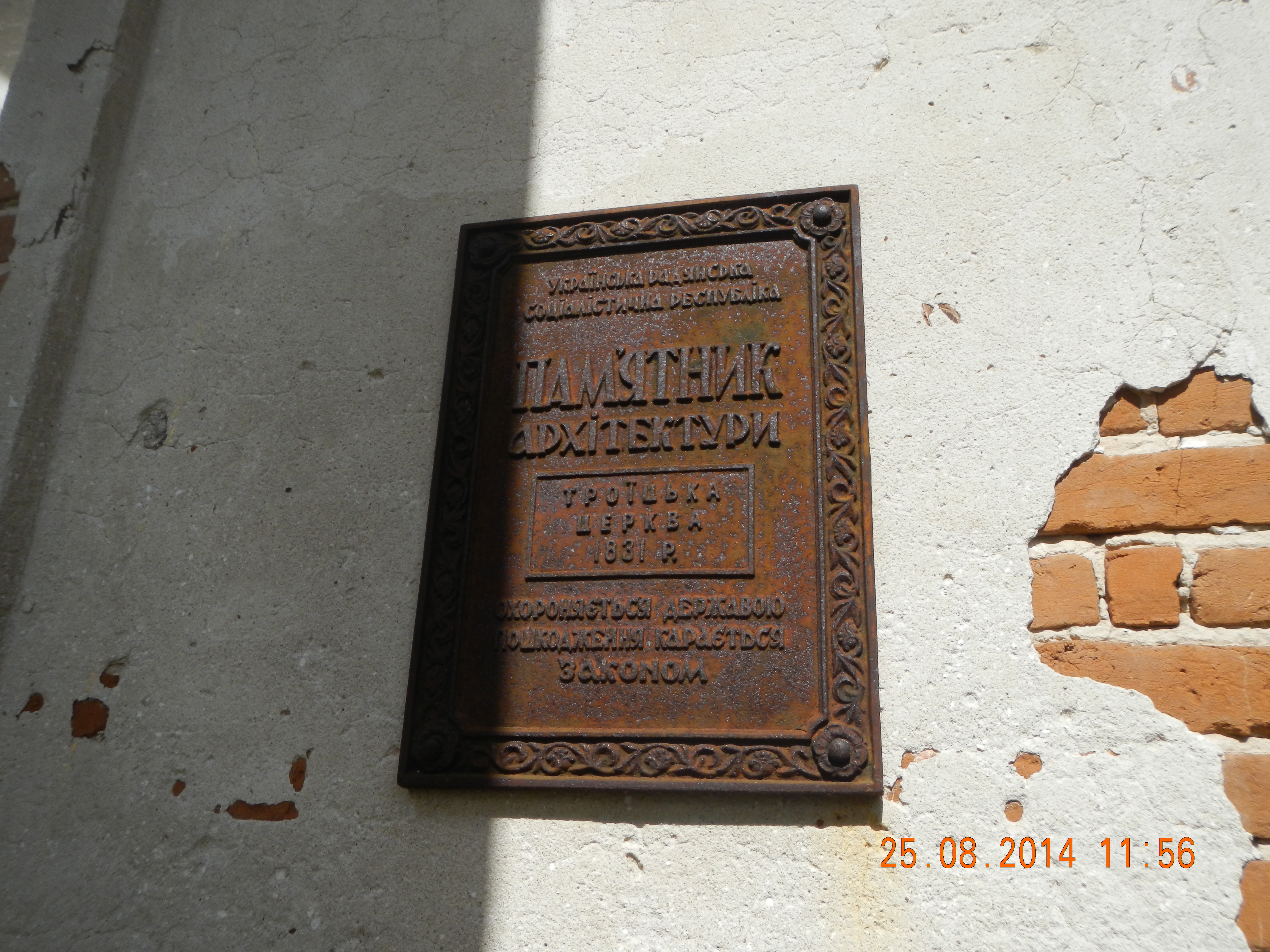